# Cadillac Park Avenue
Der Cadillac Park Avenue war ein Konzeptfahrzeug, das die Cadillac-Division von General Motors bei der GM-Motorama am 26. Januar 1954 vorstellte. Es handelte sich dabei um eine viertürige Hardtop-Limousine auf dem Fahrgestell eines Cadillac Sixty Special mit 3378 mm Radstand.
Der Park Avenue sollte den Publikumsgeschmack in Bezug auf die geplanten Hardtop-Modelle testen. Die anderen Teile des Wagens, wie die überhöhten Heckflossen, die Panoramascheiben, die raketenförmigen Stoßstangenhörner vorne und die einfachen Rundscheinwerfer stammten aus der zeitgenössischen Cadillac-Serienproduktion oder früheren Konzeptfahrzeugen. Bemerkenswert sind allenfalls die (funktionslosen) Lufteinlässe an den hinteren Türen, die 1956 beim Konzeptfahrzeug Eldorado Brougham Town Car wieder auftauchten.